# Macrocypraea cervus
Macrocypraea cervus (nomeada, em inglês, Atlantic deer cowrie) é uma espécie de molusco gastrópode marinho pertencente à família Cypraeidae da ordem Littorinimorpha. Foi classificada por Carolus Linnaeus, em 1771, na obra Mantissa plantarum: Generum editionis VI. et specierum editionis II. L. Salvius, Holmiae. Vol. Mantissa [2] altera: Regni Animalis Appendix: 521-552; descrita como Cypraea cervus, no gênero Cypraea. É nativa do oeste do oceano Atlântico.

## Descrição da concha e hábitos
Concha cilíndrico-oval e inflada, com até 19 centímetros de comprimento, quando desenvolvida, podendo crescer num comprimento maior do que qualquer outro Cypraeidae; de superfície polida e de coloração castanha com pequenas manchas mais ou menos pálidas e arredondadas, lhe recobrindo. Abertura com lábio externo engrossado e dentículos internos; sendo longa e estreita, terminando em dois canais curtos (um deles, o canal sifonal).

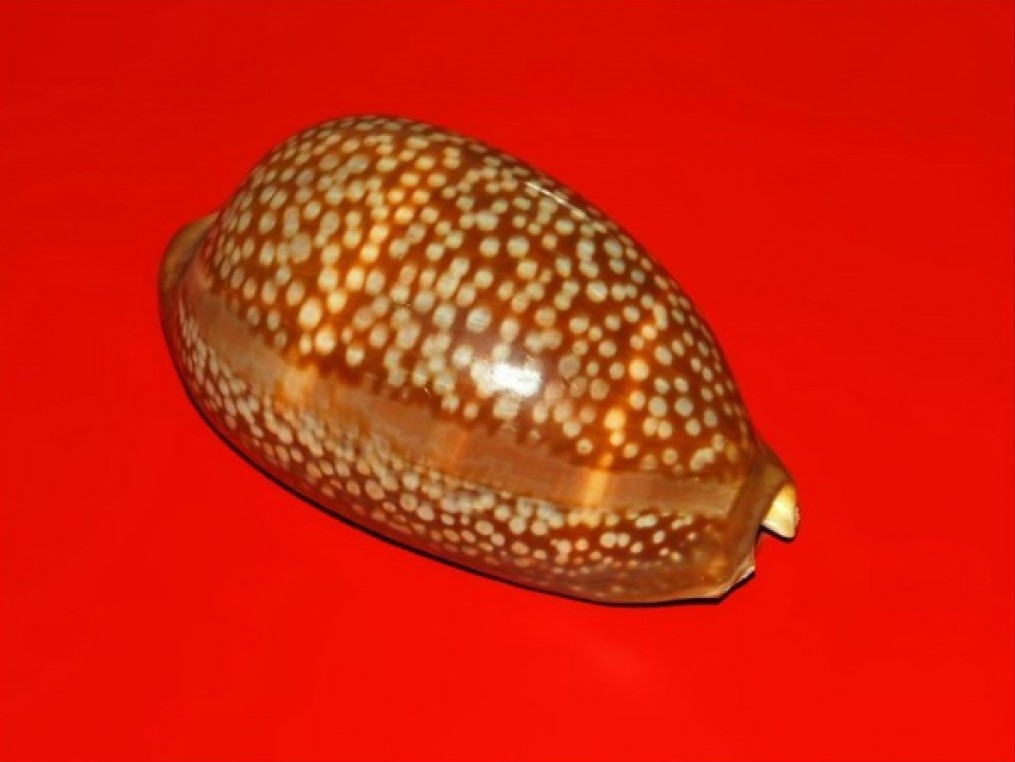
Vista superior da concha de M. cervus.

É encontrada em águas rasas ou profundas até uma profundidade de 53 metros, em recifes de coral; particularmente em habitats com algas, nos bancos de areia da zona nerítica. São onívoros, o que significa que comem plantas e animais. Sua dieta consiste principalmente em ascídias, algas e outras plantas aquáticas.

## Descrição do animal e distribuição geográfica
O animal de Macrocypraea cervus é de um tom cinzento esbranquiçado, com expansões tentaculares dotadas de pontas, espalhadas sobre sua superfície; com seu manto podendo estar totalmente estendido, escondendo completamente a sua concha, ou parcialmente recolhido.
Esta espécie ocorre no Atlântico ocidental; distribuída da Carolina do Norte, Flórida e Texas, nos Estados Unidos, até o México e as regiões das Antilhas, no mar do Caribe, e Bermudas.

## Subespécies
Duas subespécies são registradas para esta espécie:
- Macrocypraea cervus cervus (Linnaeus, 1771)
- Macrocypraea cervus lindseyi Petuch, 2013[1]

## Utilização deMacrocypraea cervuspelo Homem
Conchas de Macrocypraea cervus têm sido utilizadas para o comércio de souvenirs, sendo regulamentadas para tal atividade.